# Samostan sv. Marije Magdalene u Portu
Samostan sv. Marije Magdalene u Portu, župa Dubašnica na otoku Krku, osnovan je 1480. godine.
Današnji samostan i crkvica izgrađeni su u prvoj polovini 16. stoljeća u kasnogotičkom stilu. Crkva je posvećena 1557. godine. Redovnici ovoga samostana okupljaju u svojoj crkvi vjernike iz sela Porta i Vantačića.

## Povijest
U 15. stoljeću na ovom je mjestu postojala mala kapela svete Marije Magdalene. Godine 1480. krčki knez Ivan VIII. Frankapan darovao je kapelu franjevcima trećoredcima. Pokraj kapele stanovao je jedan pustinjak - trećoredac.
Godine 1500. franjevci trećoredci počinju graditi samostan uz kapelu koju su s vremenom proširivali da bi mogli vršiti bogoslužje i za potrebe puka. Fratri su u bogoslužju upotrebljavali starohrvatski jezik te su na taj način bili bliski i omiljeli puku. Samostan je nekada služio i kao utočište za pomorce. Nemali broj puta bio je meta gusarskih navala te je jednom prilikom zapaljen. Tada su uništeni svi spisi koji su govorili o bogatoj prošlosti ovoga mjesta.
u 16. stoljeću Girolamo da Santacroce naslikao je poliptih za glavni oltar nove crkve. Na srednjoj slici donjeg dijela poliptiha nalaze se sv. Marija Magdalena, tijela pokrivena kosom i anđeli; na desnoj slici sv. Grgur, papa; na lijevoj slici sv. Ivan Krstitelj. U gornjem dijelu poliptiha nalaze se: na srednjoj slici Blažena Djevica Marija s djetetom Isusom; na desnoj slici sv. Kvirin, zaštitnik biskupije; na lijevoj slici sv. Franjo Asiški. Crkvu je godine 1557. posvetio krčki biskup Albert Dujmi.
Svetište je odijeljeno od crkve mramornim lukom. U svetištu se nalazi barokni mramorni oltar iz 1730. godine. Crkva ima dvije pokrajnje kapele s pripadajućim oltarima. Kapela s lijeve strane crkve s oltarom sv. Nikole i kapela s desne strane crkve s oltarom sv. Roka, potječu iz 1748. godine. Smatra se da je kapela sv. Nikole podignuta 1538. godine kada je ovdje postojala Bratovština sv. Nikole.
Samostan je u sadašnjem obliku od 18. stoljeća. U drugoj polovici 20. stoljeća samostan i crkva obnovljeni su te je otvoren reprezentativni muzej u kojem je prikazan život franjevaca trećoredaca glagoljaša kroz povijest na ovom mjestu.
Crkva i samostan su i danas u posjedu Hrvatske provincije franjevaca trećoredaca glagoljaša. Do liturgijske obnove nakon Drugog vatikanskog sabora ovi fratri u svom bogoslužju rabili su staroslavenski jezik, a kroz povijest pisali glagoljskim pismom. Na taj su način očuvali hrvatsku kulturnu i crkvenu baštinu.
Godine 1850. u samostanu je izgrađen veliki toš - mlin i tijesak za bržu i lakšu preradu maslina, kojim se koristio ne samo samostan već i cijeli Porat, a sačuvan je u izvornu obliku do danas. U podrumu samostana uređen je samostanski muzej.

## Samostanska zbirka samostana franjevaca trećoredaca
Sakralna zbirka sadržava predmete nastale od 15. do 20. stoljeća, i to slike, kipove, crkveno srebro i ruho. Slike su uglavnom barokne, venecijanskog podrijetla. Ističe se slika Bogorodice sa svecima iz 16. stoljeća u maniri Bellinijeve škole, te dvije Madone naslikane na drvenoj podlozi. Franjevci trećoredci glagoljaši čuvaju stare knjige, od kojih treba spomenuti Levakovićev brevijar, misal, pravopis staroslavenskog jezika i latinsko-staroslavenski prijevod 50. psalma te glagoljske rukopise Datja i Prijatja (blagajnički dnevnik) iz 1608. godine, Knjigu samostanskih livela, posudbi i dugova i Našastar (inventarnu samostansku knjigu).
U atriju samostana i u crkvi sv. Marije Magdalene održavaju se brojne kulturne manifestacije, koncerti klasične i tradicionalne glazbe.
Braća Branko i Drago Fučić izrađivali su Baščansku ploču u manjim dimenzijama, kao suvenir, pa se kao takva našla na zidovima u mnogim domovima u zemlji i inozemstvu. Jednak lapidarij kao u Valunu izradili su braća Fučić 1990. godine u ambijentu samostana sv. Marije Magdalene.

## Vanjske poveznice
- Samostan sv. Marije Magdalene, Porat  Arhivirana inačica izvorne stranice od 4. ožujka 2016. (Wayback Machine)